# Pont Reine-Sofía
Le Pont Reine Sofía est un pont de Séville (Andalousie, Espagne).

## Situation
En partant du nord de la ville, il est le cinquième pont (et le troisième pont routier) à enjamber le Guadalquivir qui longe Séville par l'ouest. Il fait partie intégrante de l'autoroute circulaire SE-30. Il constitue le trait d'union entre, d'un côté, le sud du quartier de Los Remedios (au sud-ouest de la ville de Séville) et, de l'autre, la région d'El Aljarafe (notamment les communes de Tomares et de San Juan de Aznalfarache). Il ne prend en charge que la circulation allant d'est en ouest. Le Pont Roi Juan Carlos I, situé immédiatement en aval, s'occupe de la circulation allant dans l'autre sens.